# Тельйо (Сан-Марино)
Тельйо — село (італ. curazia) в республіці Сан-Марино. Адміністративно належить до муніципалітету К'єзануова.